# World Class Wreckin' Cru
World Class Wreckin' Cru est un groupe de hip-hop américain, originaire de Compton, en Californie. Le groupe est surtout connu pour ses contributions à l'émergence du rap et à son association avec Dr. Dre et DJ Yella,,,,.

## Biographie
Le groupe est formé en 1983 par le DJ Alonzo Williams, à l'époque propriétaire du night-club Eve After Dark. Avant l'ouverture du night-club en 1979, Alonzo était l'un des disc jockeys les plus populaires de Los Angeles. Il se lance sous le nom de Disco Construction, un nom inspiré du groupe Brass Construction. Durant sa courte carrière, le groupe est formé de manière changeante de DJ Yella, Dr. Dre, Shakespeare et Cli-N-Tel. Dr. Dre et DJ Yella deviennent ensuite membres du groupe N.W.A.. Dr. Rock, du Fila Fresh Crew, est également un membre « affilié » du World Class Wreckin' Cru.
The Wreckin Cru signe chez CBS en 1986. Le groupe publie le titre Turn off the Lights qui atteint les classements musicaux en 1988 ; la même année, N.W.A. publie son album poids lourd du gangsta rap Straight Outta Compton. Leurs premiers singles incluent également Surgery et Juice. Le groupe se sépare en 1986.

## Membres
• Alonzo Williams (1983-1991) : Chant, Basse 
• Dr.Dre (1983-1987): Chant, Batterie, Claviers  
• DJ Yella(1983-1987): Chant, Batterie, Claviers  
• Shakespeare (1986-1991) : Chant, Claviers  
• Cli-N-Tel (1983-1985) : Chant, Claviers  

## Discographie

### Albums studio et compilations
- 1985 : World Class (EP)[7]
- 1986 : Rapped In Romance
- 1987 : The Best of the World Class Wreckin Cru
- 1988 : Fast Lane
- 1990 : Phases In Life
- 1991 : Turn off the Lights
- 1994 : Gold
- 2000 : The World Class Wreckin' Cru Greatest Hits Plus

### Singles
- 1985 : Surgery (12")
- 1985 : Bust It Up 2 + 1 (12")
- 1985 : Juice (12")
- 1986 : He's Bionic/The Fly (12")
- 1986 : Keep it Real Letter (12")
- 1986 : Mission Pregnat (7")
- 1986 : Mission Possible/World Class Freak (12")
- 1986 : The Zoowoo (12")
- 1987 : Turn Off The Lights (12")
- 1987 : House Calls (12")
- 1988 : Lay Your Body Down (12")
- 1988 : Lovers (12")
- 1989 : World Class Mega Mix 89 (12")
- 1990 : House Niggas (12")
- 1992 : VI'll Be SmOkin On Dat Dro (12")